# Pulsellum fragile
Pulsellum fragile är en blötdjursart som beskrevs av Victor Scarabino 1995. Pulsellum fragile ingår i släktet Pulsellum och familjen Pulsellidae. Inga underarter finns listade i Catalogue of Life.